# Helene Kottannerin
Helene Kottanner(in) (* um 1400; † um 1475) war eine königliche Kammerfrau und Schriftstellerin. Ihr Bericht über ihre Mitwirkung an den dramatischen Ereignissen anlässlich der Geburt des Thronfolgers Ladislaus Postumus im Jahre 1439/1440 in Ungarn ist eine der frühesten deutschsprachigen Autobiographien einer Frau.

## Leben
Sie dürfte um 1400 geboren worden sein. In erster Ehe war sie mit Péter Szekéles verheiratet. Er war der Bürgermeister von Ödenburg, heute Sopron. Als dieser starb (um 1431), heiratete sie in Wien Johann Kottanner, der Kammerherr des Wiener Dompropstes war. Seit 1436/1437 ist sie am königlichen Hofe als Erzieherin der zweiten Tochter König Albrechts II. und Elisabeths nachweisbar. 1439 begleitete sie die königliche Familie als Kammerfrau der Königin nach Ungarn.
Als König Albrecht II. im Oktober 1439 während der Reise starb, hinterließ er die Königin im fünften Monat schwanger und die Thronfolge ungewiss, da bis dahin kein männlicher Erbe geboren war. Hier setzen die autobiographischen Aufzeichnungen der Helene Kottanner ein. Laut ihrer Aussage wurde sie von der schwangeren Elisabeth beauftragt, aus der der Königin gehörenden Plintenburg (Visegrád) die streng bewachte Stephanskrone an sich zu bringen, die zu diesem Zeitpunkt dort aufbewahrt wurde. Das gelang ihr mit einem ungarischen Komplizen in der Nacht vom 21. auf den 22. Februar 1440. Damit wollte die Königin die Thronfolge des am folgenden Tag geborenen Sohnes Ladislaus gewährleisten. Die Erbfolge der Habsburger in Ungarn war damit vorläufig gesichert.
Über die Ereignisse der Jahre 1439/1440 berichtete Helene Kottanerin in einer Aufzeichnung, die sie vermutlich um 1450 niederschreiben ließ. Wieweit die Verfasserin dabei ihre eigene Heldentat und Stellung bei Hofe wahrheitsgemäß schilderte, ist unklar; sie beschrieb sich selbst als treue Ratgeberin in allen Belangen für ihre „verwegene und weise“ Königin.

## Werk
Der autobiographische Bericht der Helene Kottannerin ist nur in einer deutschsprachigen Handschrift des 15. Jahrhunderts überliefert (ÖNB Wien, Codex 2920). Die Handschrift umfasst 16 Blätter, wovon das erste Blatt nur zur Hälfte erhalten ist. Nach Blatt 16 fehlen ein oder mehrere Blätter, da die Schilderung der Ereignisse dort mitten im Satz abbricht. In der Handschrift selbst ist der Name der Erzählerin mehrfach mit K und einer größeren Lücke gegeben, der Name ihres Mannes ist jedoch einmal ausgeschrieben. In die erste Lücke hat eine spätere Hand den Namen Helene Kottannerin nachgetragen. Die Handschrift erfuhr im 19. Jahrhundert eine erste Edition durch einen anonymen Herausgeber, hinter dem der Wiener Gelehrte Stephan Ladislaus Endlicher vermutet wird. Der Textverlust entsprach bereits damals dem heutigen Erscheinungsbild, wie der erste Herausgeber im Druckbild andeutete, ohne näher darauf einzugehen. Der anonyme Herausgeber versah die Edition mit einem Vorwort, in dem er auf seine „literarischen Vorsätze einer reichen und glücklichen Jugendzeit“ hinwies, mit geschichtlichen Anmerkungen und mit einer Zeittafel.

## Rezeption
Der dramatische Bericht Helene Kottanners erfuhr mehrere literarische Bearbeitungen; einmal mit den Passagen, in denen sie sich während ihres Weges zum Aufbewahrungsort der Krone den Anfechtungen des Teufels ausgesetzt glaubt, von Heimito von Doderer in dessen Roman Die Dämonen (dort Namensschreibweise „Kotanner“) als Teil einer Diskussion über die Wahrnehmungsfähigkeiten von Menschen im Mittelalter. Helene Kotanner wird auch in Doderers Dissertation behandelt.
Die dritte Episode Die Meisterdiebin der ersten Staffel der ORF-III-Produktion Österreich – Die ganze Geschichte, Erstausstrahlung am 28. Dezember 2023, widmet sich Helene Kottanerins Diebstahl der ungarischen Stephanskrone.

## Ausgaben
- Stephan Ladislaus Endlicher (Hrsg., anonym): Aus den Denkwürdigkeiten der Helene Kottannerin 1439. 1440. Verlag Engelmann, Leipzig, 1846 digital und Digitalisat bei Bayerische Staatsbibliothek
- Gustav Freytag (Hrsg.): Vom Mittelalter zur Neuzeit (1200–1500) (= ders. (Hrsg.): Bilder aus der deutschen Vergangenheit. Bd. 2,1). Leipzig, 1887, S. 353–372
- Karl Mollay (Hrsg.): Die Denkwürdigkeiten der Helene Kottannerin (1439–1440) (= Wiener Neudrucke 2). Österreichischer Bundesverlag für Unterricht, Wissenschaft und Kunst, Wien, 1971, ISBN 3-215-72208-9, S. 9–35
- Daniel Kufner: Die Denkwürdigkeiten der Helene Kottannerin (1439–1440), 2015 (Übertragung ins Neuhochdeutsche) pdf
- Julia Burkhardt und Christina Lutter (Hrsg.):  Ich, Helene Kottannerin. Die Kammerfrau, die Ungarns Krone stahl, Darmstadt 2023, ISBN 978-3-8062-4567-7, S. 13–56